# Ференц Портіш
Ференц Портіш (угор. Portisch Ferenc; нар. 4 вересня 1939) – угорський шахіст і шаховий суддя (Міжнародний арбітр від 1994 року), міжнародний майстер від 1975 року.

## Шахова кар'єра
Неодноразово брав участь у фіналах чемпіонатів Угорщини, найкращий результат показавши в 1977 році, коли виборов бронзову медаль. Серед успіхів Ференца Портіша на міжнародних турнірах найбільше значення має одноосібна перемога на турнірі B у Вейк-ан-Зеє 1985 року, попереду, зокрема, Джуліана Годжсона, Яна Роджерса, Паула ван дер Стеррена, Єруна Пікета і Драгана Барлова.
Досягнув низки інших успіхів у міжнародних турнірах, зокрема: поділив 3-тє місце в Залаегерсегу (1977, позаду Євгена Васбкова і Ратміра Холмова, разом з Йозефом Пшибилом), поділив 2-ге місце у Вировитиці (1977, позаду Левенте Лендьєла, разом з Майклом Стіном), Замарді (1978, посів 1-it vscwt перед, зокрема, Йожефом Пінтером), посів 1-ше місце в Оберварті (1979), поділив 3-тє місце в Дортмунді (1980, позаду Реймонда Кіна і Маррі Чандлера, разом з Віктором Чокилтьою), поділив 2-ге місце в Тренч'янське-Теплице (1981, позаду Ласло Барцаї), поділив 3-тє місце в Галле (1982, позаду Вольфганга Ульманна і Лутца Еспіга, разом з Петером Секеєм і Райнером Кнааком) і поділив 1-ше місце в Залакароші (1992, open, разом із, зокрема, Олександром Вауліним і Чабою Хорватом). У 1979 році виступив на зональному турнірі (відбіркового циклу чемпіонату світу у Варшаві, де посів 8-ме місце.
Найвищий рейтинг Ело в кар'єрі мав станом на 1 січня 1979 року, досягнувши 2475 очок займав тоді 9-те місце серед угорських шахістів.

## Сімейне життя
Молодшим братом Ференца Портіша є Лайош, який починаючи з середини 1960-х років і до кінця 1980-х років був одним з провідних шахістів світу.